# Ridderschap van Holland (Schiff, 1682)
Die Ridderschap van Holland war ein großes niederländisches Pinassschiff des späten 17. Jahrhunderts. Das Segelschiff lief unter der Flagge der Niederländischen Ostindien-Kompanie (V.O.C.) und kam als sogenannter Ostindienfahrer (niederländisch: Spiegelretourschip) zum Einsatz. Das 1681 auf der V.O.C.-eigenen Werft in Amsterdam auf Kiel gelegte Schiff lief 1682 von Stapel und wurde im gleichen Jahr in Dienst genommen. Die Ridderschap van Holland führte in folgenden Jahren mehrere Fahrten zwischen den Niederlanden und Batavia durch. Das Schiff geriet im Jahr 1694 im Indischen Ozean mit rund 300 Menschen an Bord aus ungeklärten Gründen in Verlust und gilt als verschollen. 

## Technische Aspekte
Die Ridderschap van Holland war maximal 49,98 Meter lang und 12,04 Meter breit; bei voller Beladung betrug der Tiefgang rund 5,5 Meter. Das dreimastige Schiff – die Segelfläche betrug etwa 1500 Quadratmeter – war nach altem Builder’s Measurement mit 1138 Tonnen vermessen und besaß eine Tragfähigkeit von rund 569 Tonnen. Die Bewaffnung war vergleichsweise stark und bestand aus 40 Kanonen (36 Geschütze im Batteriedeck und vier leichtere Geschütze in Drehbassen an Oberdeck), hinzu kamen etwa 70 Seesoldaten. Auf der Hinreise nach Niederländisch-Indien waren meistens zwischen 275 und 325 Personen an Bord. Auf den Fahrten nach Asien wurden Baumaterialien, Münzen (für Soldzahlungen sowie für den Erwerb von Gütern in Asien), Munition und Waffen transportiert. Auf den Rückfahrten nach den Niederlanden lag die Zahl der Personen an Bord für gewöhnlich niedriger (etwa 150 bis 170 Menschen); an Frachtgut wurden dabei meistens Gewürze, Tee, Kakao, Stoffe oder beispielsweise auch chinesische Jade- und Porzellan-Artikel befördert.

## Dienstzeit
Zwischen 1682 und 1692 führte das Schiff vier erfolgreiche Fahrten nach Niederländisch-Indien durch. Die erste Reise (unter Kapitän Jakob P. Kohl) währte von September 1683 bis Oktober 1684 und fand im Auftrag der Handelskammer Amsterdam (VOC-Kamer Amsterdam) statt. Zwischen Dezember 1684 und Juli 1686 folgte eine weitere Reise, erneut im Auftrag der VOC-Kamer Amsterdam; das Kommando auf der Hinreise nach Batavia führte Kapitän Jan Gagenaar, auf der Rückfahrt führte Kapitän Hendrik Pronk das Schiff. 

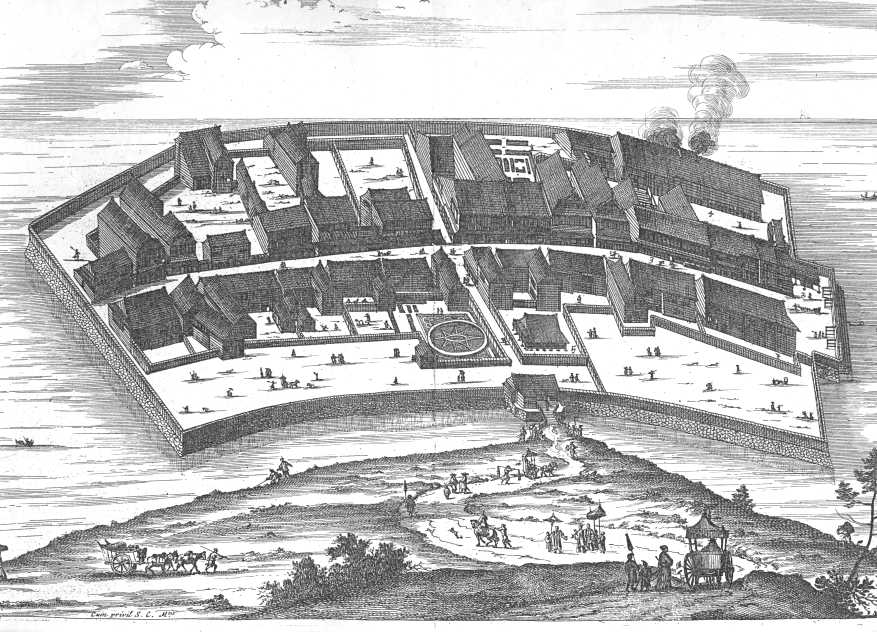
Der niederländische Stützpunkt auf der Insel Dejima (vor Nagasaki gelegen) in der zweiten Hälfte des 17. Jahrhunderts.

Die dritte Reise (wieder unter Kapitän Pronk, VOC-Kamer Amsterdam) begann im März 1687 von Texel aus, wobei Batavia Ende Juli 1687 erreicht wurde. Auf der Rückreise lief die Ridderschap van Holland die niederländischen Stützpunkte auf Ceylon an, um dort eine Teeladung aufzunehmen. Die Fahrt endete Ende 1688 wieder in den Niederlanden. Die vierte und letzte erfolgreiche Fahrt des Schiffes war zugleich die längste und dauerte rund drei Jahre. Am 26. September 1689 verließ die Ridderschap van Holland (unter Kapitän Alexander Simons, wieder im Auftrag der VOC-Kamer Amsterdam) Texel und lief zunächst nach Batavia (Ankunft im April 1690). Danach folgte eine Fahrt nach Japan beziehungsweise nach der Insel Dejima, wo die Niederländische Ostindien-Kompanie einen Stützpunkt unterhielt und wo das Schiff im August 1690 eintraf. Die Rückreise von dort aus, die wieder über Batavia führte, dauerte rund zwei Jahre und endete schließlich im Oktober 1692 in Vlissingen, wobei diese letzte Etappe zwischen Batavia und Vlissingen im Auftrag der VOC-Kamer Enkhuizen durchgeführt wurde. Im Anschluss folgte eine längere Überholung in den Niederlanden. 

## Die letzte Reise und der Verlust des Schiffes
Am 11. Juli 1693 verließ die Ridderschap van Holland, im Auftrag der VOC-Kamer Zeeland, den Hafen von Wielingen mit dem Ziel Batavia. An Bord des unter dem Kommando von Kapitän Dirk de Lange stehenden Schiffes befanden sich 325 Personen und mehr als eine Tonne Gold- und Silbermünzen sowie Goldbarren. Nach einer ereignislosen Fahrt erreichte der Dreimaster am 9. Januar 1694 die Kapkolonie und verblieb dort für rund vier Wochen. Am 5. Februar 1694 setzte das Schiff von dort aus seine Reise nach Batavia fort, wobei sich vermutlich noch 302 Personen an Bord befanden, da ein Teil der Reisenden in der Kolonie von Bord gegangen war (zumindest wird im Kontext des Verlustes des Schiffes die Zahl von 302 Todesopfern genannt). 
Nach dem Verlassen der Kapkolonie verlor sich die Spur des Schiffes beziehungsweise die Ridderschap van Holland traf nie in Batavia ein. 

## Suchunternehmungen und Spurensuche
Im Jahr 1696 wurde eine Suchexpedition seitens der Niederländischen Ostindien-Kompanie ausgesandt, um das Schicksal des Schiffes aufzuklären. Dieser Expedition lag die Vermutung zugrunde, dass der Dreimaster den Indischen Ozean überquert, dann aber vor der Westküste Australiens beziehungsweise im Houtman-Abrolhos-Archipel Schiffbruch erlitten haben könnte. Hierbei spielte auch die Erinnerung an die Tragödie um die in der Wallabi-Gruppe gestrandete Batavia im Jahr 1629 eine gewisse Rolle. Die ausgesandte Flottille von drei Schiffen unter Willem de Vlamingh suchte nachfolgend zwar die Küstenlinien der abgelegenen Amsterdam-Insel und der Sankt-Paul-Insel sowie unter anderem von Rottnest Island und Dirk Hartog Island vor der westaustralischen Küste ab, konnte aber keine Spuren des Schiffes finden. 
Auch die Möglichkeit eines Piratenangriffes wurde in Erwägung gezogen. Im Sommer 1699, also rund fünf Jahre nach dem Verschwinden des Schiffes, fand die Besatzung der niederländischen Yacht Tamboer (Kapitän Jan Coin) – diese war ausgeschickt worden, um den Gerüchten über eine mögliche Kaperung der Ridderschap van Holland durch Piraten vor der Küste Madagaskars nachzugehen – rund 35 Kilometer nördlich von Fort Dauphin insgesamt 14 Grabstellen; zudem wurde bei Gesprächen mit Eingeborenen und europäischen Siedlern in Erfahrung gebracht, dass diese Gräber vermutlich etwa fünf Jahre zuvor ausgehoben worden waren. Ebenso erhielt die Crew der Tamboer die Information, dass zu dieser Zeit sich ein Schiffbruch vor der Küste, möglicherweise auf der südsüdwestlich von Fort Dauphin gelegenen Untiefe Banc de l'Etoile, ereignet habe; zumindest seien größere Holztrümmer und Takelagereste eines Schiffes angeschwemmt worden. Ob es sich hierbei allerdings um die Ridderschap van Holland gehandelt hatte, konnte nicht zur Sicherheit bestätigt werden. 
Eine letzte, mögliche Spur ergab sich, als 1727 der niederländische Ostindienfahrer Zeewijk auf Gun Island (eine Insel, die zu den sogenannten Pelsaert-Inseln gehört, der südlichsten Inselgruppe im Houtman-Abrolhos-Archipel) strandete. Die Überlebenden dieses Schiffbruches fanden dort Überreste eines früheren Schiffbruches vor. Da die oben genannte Batavia (rund 100 Jahre zuvor) allerdings in der Wallabi-Gruppe sank – der nördlichsten Inselgruppe des Archipels –, wurde angenommen, dass diese Überreste möglicherweise von der Ridderschap van Holland oder von der 1726 im dortigen Gebiet verschollenen Aagtekerke stammen könnten. Eine sichere Zuordnung der Trümmer und Überreste auf Gun Island war jedoch nicht möglich, so dass diese mögliche Spur nicht als gesicherter Beweis hinsichtlich des Schicksals der Ridderschap van Holland angesehen werden kann.  
Alle Nachforschungen blieben somit erfolglos und das Schicksal des Schiffes konnte bis heute nicht aufgeklärt werden. Die Ridderschap van Holland gilt mitsamt den rund 300 Personen an Bord als verschollen.